# Bataille de Camas Meadows
Guerre des Nez-Percés
Batailles
Guerre des Nez-Percés :
- White Bird Canyon
- Camp de Looking Glass
- Cottonwood
- Clearwater
- Fort Fizzle
- Big Hole
- Camas Meadows
- Yellowstone (en)
- Canyon Creek
- Cow Creek (en)
- Bear Paw

La bataille de Camas Meadows est un raid mené le 20 septembre 1877 par un groupe de Nez-Percés sur un campement de l'Armée américaine durant la guerre des Nez-Percés.
Menés par Looking Glass et Ollokot, les cavaliers Nez-Percés parviennent à capturer une partie des mules des Américains avant que les soldats ne réagissent. Le général Oliver O. Howard envoie alors le major George Sanford à leur poursuite mais ils tombent dans une embuscade. Après une vingtaine de minutes de combat, les Américains se replient en hâte mais la compagnie du capitaine Randolph Norwood se retrouve isolée et subit plusieurs pertes jusqu'à ce que les Nez-Percés se retirent avec l'arrivée de l'infanterie de Howard.